# 메리 앤 니컬스
메리 앤 폴리 니컬스(본성 워커, 1845년 8월 26일 ~ 1888년 8월 31일)는 1888년 8월 말부터 11월 초까지 런던의 화이트채플과 스피탈필즈 지역에서 최소 5명의 여성을 살해하고 시신을 훼손한 잭 더 리퍼로 알려진 미확인 연쇄 살인범의 공식적인 첫 번째 희생자였다.
화이트채플 살인자와 관련된 이전 두 건의 살인은 잭 리퍼가 저지르지 않은 것으로 알려졌지만, 메리 앤 니컬스 사건은 처음에 이전의 사건과 연결되어 이스트엔드오브런던의 범죄 활동과 주민들의 생활 수준에 대한 언론과 대중의 관심을 증가시켰다.

## 같이 보기
- 미해결 사건